# Revolución de 1904
La Revolución de 1904 fue la última guerra civil que se vivió en el Uruguay, así como la más sangrienta y decisiva en la suerte del país en el siglo XX, cuya finalización determinó, entre otras consecuencias, un nuevo orden como la imposición de los valores eminentemente urbanos e intelectualistas –encarnados por José Batlle y Ordóñez– sobre la cultura del caudillismo rural imperante desde la independencia hasta aquel momento representado por Aparicio Saravia.

## Introducción
El 1 de marzo de 1903 José Batlle y Ordóñez, líder emergente del Partido Colorado, fue elegido Presidente de la República con los votos de una fracción disidente del Partido Nacional –En Uruguay hasta 1922 las elecciones presidenciales eran indirectas, es decir, votaban los miembros del Parlamento– encabezada por Eduardo Acevedo Díaz, quien pronto opinaría que Saravia, del que fue secretario en la Revolución de 1897, “no es más que un pobre gaucho, engreído y camorrista, antes que belicoso”.
Batlle tenía la intención de denunciar el Pacto de la Cruz –que puso fin a la Revolución de 1897 y que concedió al Partido Nacional el control político de seis departamentos–, según lo había proclamado antes de su elección: “La aspiración   de la próxima lucha electoral debe ser el gobierno del partido. La consecuencia necesaria del triunfo de ese principio debe ser la reconquista de los departamentos”. En ese plan, el 12 de marzo Batlle designó ser intendente de Las Piedras y jefes político departamental, entre ellos seis blancos –nacionalistas–, pero dos (Rivera y San José) los adjudicó al grupo de Acevedo Díaz, que había sido expulsado del partido.
Como fue la última Guerra civil fue nombrada la paz de Acegua.

## Tensión de las posturas o paz armada
El caudillo blanco ordenó de inmediato al Jefe Político de Rivera, Carmelo Cabrera, que no entregara el poder. El departamento de Rivera, fronterizo con Brasil, era una base fundamental y fuente de pertrechos militares para las guerrillas militares del Partido Nacional. El 16 de marzo Saravia reunió unos 15.000 hombres en pie de guerra “La demostración armada”. 
Después de una dramática negociación, llevada a cabo por Alfonso Lamas –hermano de Diego Lamas y médico personal de Batlle– y José Pedro Ramírez, el 22 de marzo se llegó a un acuerdo –el Pacto de Nico Pérez– que evitó la guerra civil: el Partido Nacional controlaría Rivera y otros cuatro departamentos, pero Batlle designaría el jefe político de San José sin consultar al Directorio blanco. 
El 30 de marzo fue una jornada de apoteosis para Saravia: concentró y luego dispersó unos 15.000 hombres, casi todos jinetes, en la población de Nico Pérez, departamento de Florida. Durante el resto de 1903 Batlle mejoró el Ejército, al que dotó de fusiles Máuser e incorporó ametralladoras Colt y cañones Canet de 75 milímetros. 

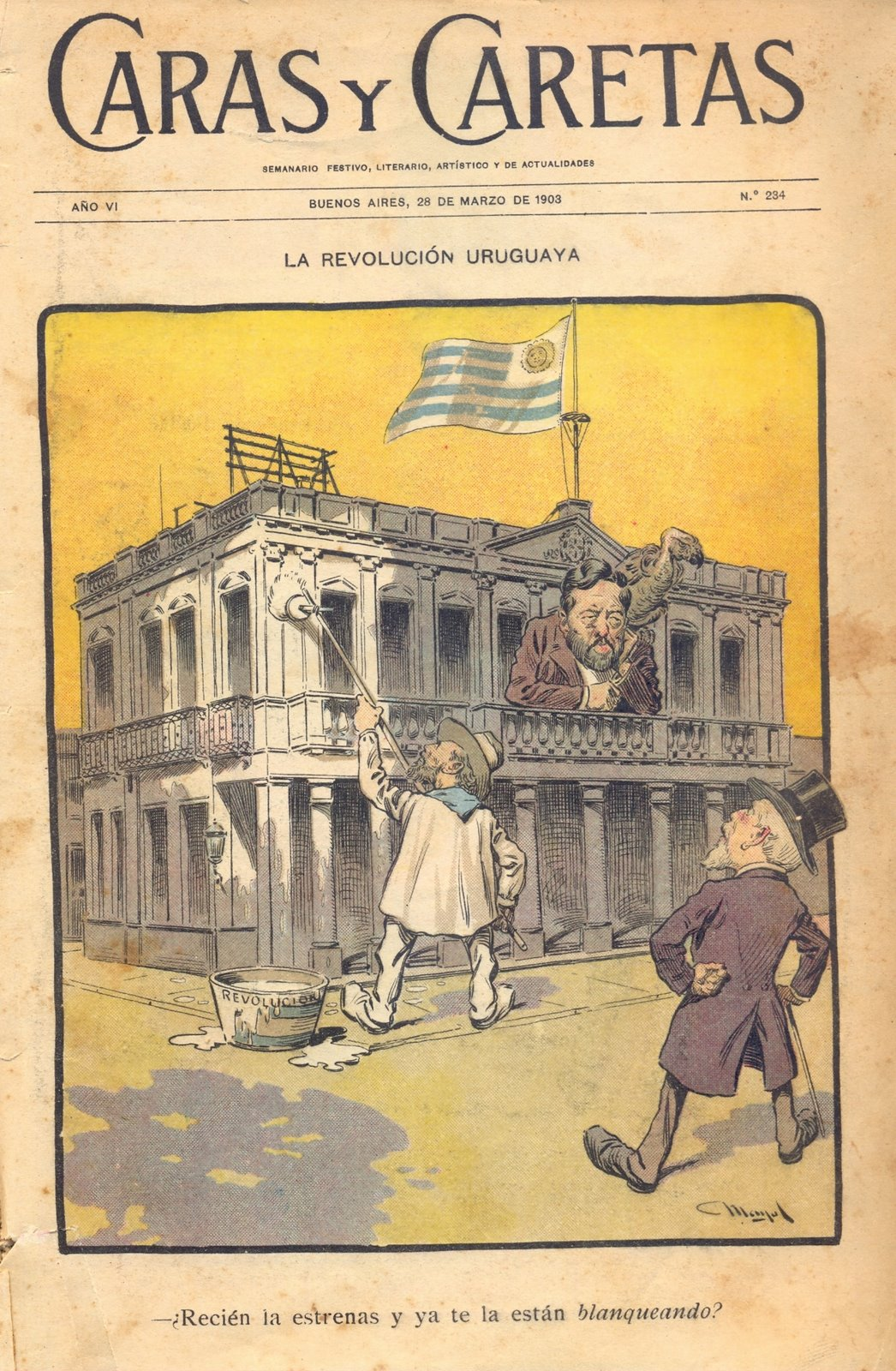
Caricatura sobre el levantamiento de Saravia de 1903. Se observa a José Batlle y Ordóñez en el Palacio Estévez (sede del Poder Ejecutivo), al caudillo blanco Aparicio Saravia con un pincel y a un sorprendido presidente argentino Julio A. Roca.

Batlle y Saravia, quienes nunca llegarían a verse los rostros, se comunicaban a través de José Pedro Ramírez que, por su espíritu conciliador, suavizaba las posturas de ambos, con lo cual generó equívocos y, consecuentemente, contribuyó a precipitar las tensiones. Actuaban, además, sectores y grupos que querían la guerra sin importar las consecuencias.

## Inminente estallido de la guerra civil

### El incidente de Rivera
La situación se había tensionado al tal extremo, desde la “protesta armada” de 1903, que bastaba una chispa para hacer estallar la tormenta. Y esa chispa la encendió un incidente de borrachos acontecido en la ciudad de Rivera.
El jefe político de la ciudad era, desde 1903, Carmelo Cabrera, uno de los líderes más prestigiosos del Partido Nacional y hombre estrechamente vinculado a Aparicio Saravia. Venía teniendo Cabrera problemas con los brasileños, que transitaban por entonces, en particular en Río grande do Sul, por una situación política tensa. El 16 de marzo de 1903, mientras se desarrollaba la “protesta armada”, y cuando el jefe político de Rivera aún era Abelardo Márquez, gente en armas del caudillo João Francisco Pereira de Souza había irrumpido en la oriental y había destruido las instalaciones de dos periódicos publicados por los federales adversarios de este, en la ciudad oriental: O Maragato y O Canabarro. En aquella violenta acción habían muerto algunos de los responsables de estas publicaciones. Si bien Saravia mantenía excelentes relaciones con João Francisco, se molestó y mucho ante esta violación de la soberanía nacional, y sustituyó a Márquez por Cabrera. Este no estaba dispuesto a permitir una repetición de este episodio.
El domingo 1 de noviembre de 1903 hubo un incidente en el curso del cual un ciudadano brasileño llamado Gentil Gomes cometió diversos desmanes. No era la primera vez; Gomes había sido uno de los cabecillas de la irrupción de marzo. En estas circunstancias, Carmelo Cabrera metió en cárcel al revoltoso y a algunos de sus secuaces. Pero poco tiempo después se reunieron en la frontera unos 400 hombres de João Francisco, encabezados por Ataliva Gomes, alcalde de Santa Ana do Livramento y hermano del protagonista de los incidentes. Ataliva Gomes exigió perentoriamente la liberación de los detenidos.
Cabrera, que contaba con poco más de 100 hombres en armas, intento negociar con los brasileños y liberó a todos los detenidos, menos precisamente a Gentil Gomes, que estaba en la cárcel por disposición judicial. Pero Ataliva pretendía, concretamente, que se devolviesen la libertad a su hermano, y la reunión fue en extremo tensa; incluyó un intento de agresión al propio jefe político, que estuvo a punto de ser asesinado y se salvó por la intervención de Bernardino Pereira de Souza, hermano de João Francisco. Ante la firmeza de Carmelo Cabrera, los brasileños entraron en Rivera en actitud francamente agresiva. El jerarca oriental, entonces, dispuso a sus tropas en formación de combate y telegrafió a José Batlle y Ordóñez para informarlo de la situación y pedir auxilios. El presidente ordenó no liberar a Gomes y envió al departamento dos regimientos de caballería.
A medianoche, mientras se cruzaban disparos, uno de los custodios de Gentil Gomes lo puso en libertad y se fue con él a territorio brasileño. Con ese hecho debió por darse por concluido el incidente; pero el 2 de noviembre entraron en Rivera los dos regimientos enviados por el gobierno y se instalaron en Tranqueras. El día 3 el directorio del Partido Nacional, presidido por el doctor Alfonso Lamas, pidió la retirada de esas tropas, dado que el motivo que había determinado su entrada en Rivera estaba superado. El presidente se negó en redondo; era su derecho constitucional enviar tropas a cualquier zona del país, y no admitía compromiso alguno al respecto. Para peor, Carmelo Cabrera logró descifrar un mensaje en clave del ministro de Guerra, general Eduardo Vázquez, por el que daba instrucciones a los jefes militares instalados en Tranqueras de que estuviesen listos para combatir en caso de que se pretendiera expulsarlos del departamento violentamente. Enterado Aparicio Saravia de estos hechos, se reunió con Lamas y otros miembros del directorio; acordaron poner un plazo límite a la permanencia de las fuerzas del Ejército en Rivera. Si para el 15 de enero de 1904 no se habían retirado, se enviaría un ultimátum al presidente.

### Búsqueda infructuosa de la paz
Según el escritor Lincoln Maiztegui Casas, el presidente que consideraba propicio aquel momento para librar una guerra, que veía como inevitable, decidió aprovechar la coyuntura para provocarla y definir de una vez la tensa situación política.
Batlle, ordenó el movimiento de tropas en todo el país y el 29 de diciembre empezó a enviar tropas al interior del Uruguay, incluidos los departamentos blancos. El Directorio consideró anulados todos los acuerdos y Saravia dio órdenes de movilización, aunque evitando de momento los enfrentamientos, también Batlle detuvo a algunos dirigentes blancos en Tacuarembó. El directorio comunicó a Batlle, a través de Gonzalo Ramírez, que consideraba violado el pacto de Nico Pérez.
En ese contexto, el 1 y 2 de enero de 1904 Martín C. Martínez –blanco disidente, ministro de Hacienda– Aureliano Rodríguez Larreta, José Pedro Ramírez y Gonzalo Ramírez buscaron frenéticamente y por todos los medios un acuerdo.  
En medio de febriles negociaciones, el 3 de enero Batlle comunicó, a través de su ministro Martín C. Martínez, que si se llegaba a un acuerdo electoral entre ambos partidos, no tendría necesidad de tener acampados los regimientos en las cuchillas y los haría volver a sus cuarteles. El 5 de enero Rodríguez Larreta se entrevistó en Melo (Cerro Largo) con Saravia, que aceptó la propuesta presidencial. A las 72 horas el intermediario comunicó a Martín C. Martínez que la paz era un hecho; pero cuando el ministro habló con el presidente este respondió con una frase: “Ya es tarde”. Era el 8 de enero de 1904, y aquel tajante veredicto significaba la guerra.

### Confirmación del conflicto

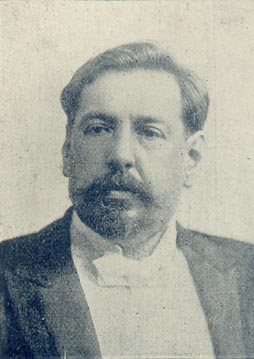
José Batlle y Ordóñez.

De inmediato la Policía comenzó a detener dirigentes blancos en todo el país. “El gobierno se ha sublevado” repetían los nacionalistas en el interior uruguayo. El 3 de enero un grupo de 70 blancos había rechazado a la Caballería gubernista liderada por Pablo Galarza, que por órdenes de Batlle se proponía tomar Trinidad; estos primeros tiroteos provocaron a su vez las primeras bajas. El 8 de enero, enterado de la respuesta del presidente, Saravia ordenó la movilización general. 
A lo largo de la campaña, que duraría ocho meses, unos 12.000 a 15.000 guerrilleros blancos desafiaron a las 36.000 tropas gubernamentales, repitiendo la táctica usada en la revolución de 1897: movimiento permanente, batallas ocasionales seguidas de retiradas, recibo de pertrechos desde Brasil y Argentina y extender el enfrentamiento hasta que el gobierno –agotado– acepte negociar.
Batlle –un líder de notable autoridad y decisión– se sirvió de un Ejército mejor organizado y armado que el de 1897, empleó bien los recursos modernos como el ferrocarril, el telégrafo y las nuevas armas, y adoptó medidas de insólita severidad: leva en masa para servir en las Guardias Nacionales, interdicción de bienes privados, lugares de reuniones y órganos de prensa. Batlle dirigió personalmente los movimientos militares y dividió a sus tropas en dos grandes cuerpos: el del Sur, liderado por Justino Muniz, y el del Norte, comandado por Manuel Benavente.

## Comienzos
Los primeros enfrentamientos se dieron en el Departamento de Rivera, en el cual Carmelo Cabrera resistió la entrada de las fuerzas coloradas e hizo explotar los puentes que permitían el paso del ferrocarril. El 9 de enero Aparicio atacó una fuerza colorada de pequeño tamaño poniéndola en desbandada, marchando hacia el Sur de inmediato sobre las fuerzas de Justino Muniz, que salió con tan solo 3.000 hombres contra los 9.000 de su enemigo emprendiendo la retirada por consejo de José Saravia, hermano colorado del caudillo nacionalista, en dicha retirada se produjeron algunas escaramuzas menores en los parajes de La Ternera, Las Pavas y Sierra de Sosa. Batlle de inmediato envió 6.000 hombres para respaldar a las fuerzas de Muniz, produciéndose el 14 de enero el primer combate de gran amplitud, en la Batalla de Mansavillagra, actual departamento de Florida. La gran capacidad de fuego de las tropas coloradas, destrozo las barricadas de Aparicio y este debió retirarse.
En retirada hacia el Norte, el 15 de ese mes los revolucionarios fueron batidos en el pueblo de Illescas, en el límite departamental de Florida y Lavalleja. Durante siete días los blancos huyeron hacia Melo. A lo largo de 200 kilómetros Muniz persiguió a Saravia, que se dirigía hacia la capital cerrolarguense, con ánimo de traspasar la frontera. En el trayecto se suscitaron algunas escaramuzas, pero el ejército blanco consiguió llegar a Melo. El 21 de enero, al frente de 15.000 hombres, Saravia atravesó la ciudad de Melo, luego dividió a sus tropas en tres grupos y aparentó internarse en Brasil.

Pronto la calle se llenó de hombres gesticulantes, barbudos y harapientos, que pasaban en nerviosos caballos peludos gritando cosas que yo no entendía. Uno se detuvo un momento, dio a mi madre una carta, recibió de ésta un paquete y volvió a sumarse al desfile ruidoso, que parecía interminable. (…) Los blancos eran hombres desaseados, roncos y desagradables. Las banderas, descoloridas y en jirones, carecían de grandeza. Decididamente, la guerra era para mí cada vez más incomprensible.
Juana de Ibarbourou, Chico Carlo.

Muniz envió al gobierno noticias de victoria. Pero mientras Muniz perseguía a Basilio Muñoz hacia el Norte, Saravia –más un guerrillero astuto que un buen jefe de un ejército formal– giró hacia el sur, atravesó a marchas forzadas Lavalleja y Florida y llegó hasta el río Santa Lucía. Los revolucionarios obtuvieron una sorpresiva victoria en la batalla de Fray Marcos el 31 de enero y el camino hacia Montevideo pareció expedito.

### Amague sobre la capital

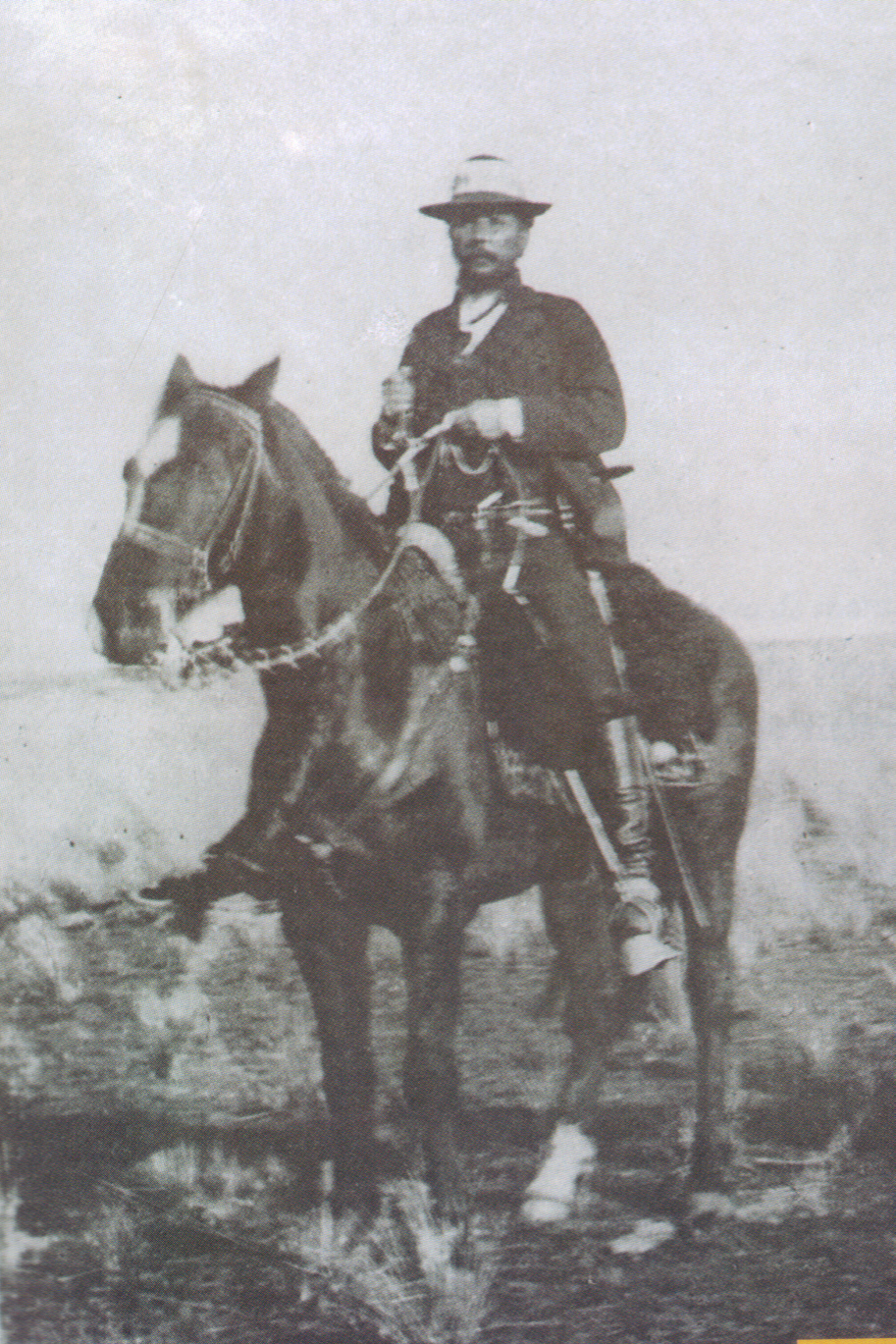
Aparicio Saravia.

En la capital cundió el pánico y Batlle ordenó cavar trincheras en Paso Molino y reforzar la Casa de Gobierno. Pero la toma de Montevideo no estaba en los planes de Saravia –consciente de sus debilidades y relativa indisciplina de sus guerrillas–, pues las intactas tropas del Ejército que estaban en el interior del país lo encerrarían fácilmente. Tras pasar por el departamento de Canelones marchó abierto en un amplio abanico hacia el litoral del río Uruguay, en procura de armas que serían enviadas por la Junta de Guerra formada en Buenos Aires, esta vez con el respaldo del Directorio partidario.
A Saravia, se lo recuerda en un diario de viaje de su campaña, dirigirse desde el camino de la cuchilla de Peralta, haber cruzado el río Queguay, por la calzada de Paso del Sauce y hacia el norte, pasó, por la estancia Buen Retiro, de Francisco León Barreto (Paysandú, 27.02.1904). Luego de describir el sitio, continuó su viaje, subestimando la rapidez de la persecución de Muniz y, sorprendido, fue derrotado en la batalla de Paso del Parque el 2 de marzo, sobre el río Daymán. Se enfrentaron 10.000 de sus hombres contra 7.000 soldados. Perdió muchos hombres y pertrechos pero logró escapar. El 13 de marzo los revolucionarios ingresaron a la ciudad de Rivera, donde se reorganizaron y reunieron 15.000 hombres pero solo la mitad estaban armados. Sus enemigos por su parte tenían 12.000 hombres en operaciones, con mejor entrenamiento y equipo. Luego marcharon hacia el sureste, cruzaron el río Negro por un puente flotante diseñado por Carmelo Cabrera, atravesaron los departamentos de Treinta y Tres, Florida y Lavalleja y el 13 de mayo ingresaron a Minas.
Tras una escaramuza con Muniz en el paso de los Carros del río Olimar Grande (20 de mayo), Saravia ordenó la retirada hacia el norte. Una vez más Muniz no lo persiguió, lo que provocó la ira de Batlle, quien lo sustituyó por Galarza como jefe del Ejército del Sur. Paralelamente el presidente solicitó al gobierno de Estados Unidos, a través de su embajador en Washington, Eduardo Acevedo Díaz, que presionara a Brasil y Argentina para que evitaran proveer de pertrechos a los revolucionarios.

### Desastre de Guayabos y búsqueda de Galarza
Acampado sobre el río Negro, Saravia envió una columna al mando de Abelardo Márquez hacia Bella Unión, para que recogiese 1700 fusiles y 250.000 cartuchos que la Junta de Guerra había logrado comprar en Buenos Aires, con la tolerancia casi cómplice del presidente Julio Argentino Roca. Márquez cumplió el encargo, pero recibió del enviado de la Junta, Carlos Berro, la orden de tomar la ciudad de Salto, que esperaban convertir en “capital revolucionaria” y así obtener el reconocimiento internacional como banda beligerante, en igualdad con el gobierno de Montevideo. Márquez fue rechazado en Salto y el 6 de junio, en la batalla de Guayabos, perdió todo el armamento. 
Saravia mantuvo el desastre en secreto, y después de una reunión de jefes, se resolvió atacar directamente al Ejército del Sur de Galarza, estacionado en Cerro Largo. La batalla de Tupambaé –más de 2300 muertos y heridos–, la más sangrienta de la guerra civil junto con la batalla de Masoller, se peleó el 22 y el 23 de junio; a ambos bandos se les agotaron las municiones y los blancos se retiraron. La llegada de los heridos a Montevideo avivó el clamor y las presiones por una paz negociada, hipótesis que el gobierno no descartó.

### Crisis en el ejército blanco

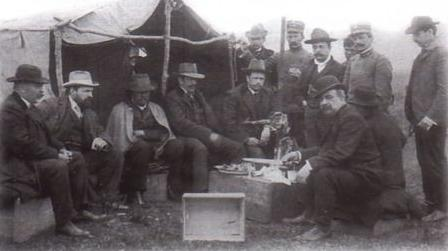
Comisión encargada del pago a las tropas del ejército revolucionario.

En el campo revolucionario las cosas no estaban mejor: Gregorio Lamas sostenía que la derrota por falta de armas y municiones era inminente. Saravia envió entonces hacia el Norte el grueso de su desharrapado “Ejército Nacional”, en busca de armas que proporcionaría Joāo Francisco Pereira de Souza y, al frente de una pequeña fuerza, emprendió una insólita persecución de Galarza. Este, escaso de armas y sin el conocimiento cabal de la situación, no presentó batalla y continuó retirándose hacia el sur, hasta que en el arroyo de las Pavas recibió pertrechos y dio la vuelta. 
Saravia giró hacia el norte, para lo cual atravesó el río Negro sobre otro puente, el mayor –medía 305 metros– construido por Carmelo Cabrera sobre el paraje de Picada de Osorio, en Cerro Largo. El caudillo blanco se mostraba entonces deprimido:

Este ejército me abruma… Si yo pudiera quedarme con tres mil hombres armados aquí, en el Sur, y mandar la gente desarmada al Norte. Pero en quién confiar….

También por esos días diría:

No tengo quién me ayude, y tendré que hacerme matar para morir con gloria….

### Provisiones revolucionarias y las últimas cartas de Batlle
Los blancos se unieron en Rivera y todos marcharon de inmediato hacia el litoral del río Uruguay, donde debían recibir otra partida de armas. Batlle quitó a Benavente el mando el ejército del norte y designó a Muniz; este acampó en Tranqueras, con la misión de detener el paso de los revolucionarios hacia el oeste, pero Saravia lo eludió y entró al departamento de Artigas el 12 de agosto, lo que motivó la dimisión de Muniz. Batlle, ya sin muchas opciones, determinó que el ministro de Guerra y Marina, Eduardo Vázquez, tomase el relevo, cosa que hizo hacia el 27 de agosto. 
Los revolucionarios ocuparon Bella Unión el 20 de agosto y con unas 50 chalanas y botes de remo atravesaron el río Uruguay hacia la ciudad correntina de Monte Caseros, donde recogieron 1.288 fusiles, 700.000 cartuchos y dos viejos cañones Krupp. Con una moral muy elevada, los blancos se aprestaron a librar un combate que podía ser decisivo: en ese momento eran 6500 hombres, a los que se sumaban unos 13 000 que poseían apenas armas blancas y algunas viejas pistolas. 
El 24 de agosto Saravia recibió a un enviado de Batlle, João Baptista de Franca Mascarenhas, militar y hacendado brasileño radicado en Uruguay quien presuntamente le ofreció un acuerdo de paz y la administración de algunos departamentos. En ese marco, Saravia dialogó con su hijo Nepomuceno:
-Nos ofrecen partir la naranja al medio y deseo llegar a Rivera para concretar.
-¿Y por qué no lo hace acá?
-Porque si falla el asunto, continuaremos la guerra hasta que el presidente quiera. Y si nos toca desarmarnos, podemos devolver muchas armas a nuestros amigos del Brasil.

### Muerte de Saravia y fin de la guerra civil

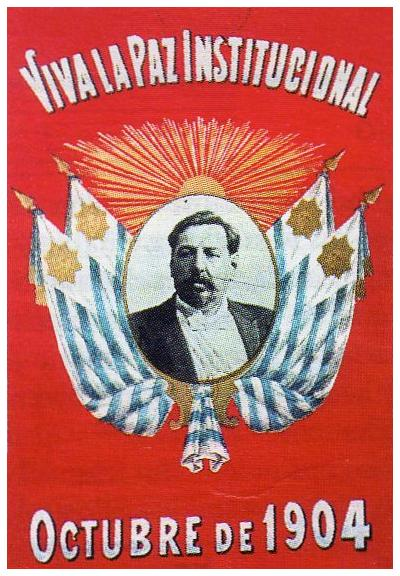
Cartel con José Batlle y Ordóñez en primer plano que alude al fin de la Revolución de 1904.

Pero el 1 de septiembre, al hallar la vanguardia de Vázquez al mando de J.M. Escobar firmemente parapetada tras largos cercos de piedra —las denominadas mangueras—, los blancos decidieron combatir; se sentían más fuertes que nunca y probablemente deseaban mejorar su posición en las negociaciones de paz. 
Sin embargo, la sangrienta Batalla de Masoller, que parecía favorable a los revolucionarios, derivó en la dispersión y posterior derrota de los blancos después de que Saravia fuese herido en el vientre por un disparo de Mauser mientras recorría el frente a unos 200 metros de las líneas enemigas –moriría nueve días después en territorio brasileño–. 
Algo a tener en cuenta era el alcance de sus fusiles que ya no eran de 400 m sino de 1800 con una tecnología muy similar a la de hoy, con esta ventaja a su favor los francotiradores solo hicieron una descarga e hirieron de muerte a Aparicio que revoleaba el pòncho en una cuchilla al alcance de estas formidables armas para la fecha.
Cuando la tropa conoció la noticia, comenzó a dispersarse. Los jefes riñeron entre sí y se llegó al extremo de ofrecerle el mando a João Francisco Pereira de Souza, quien lo rechazó. Tampoco la delegación de un triunvirato de caudillos —Basilio Muñoz, Juan José Muñoz y José González— pudo salvar la situación; aquel era un ejército saravista y, muerto Saravia, perdió su cohesión y mística. 
Finalmente Basilio Muñoz firmó la Paz de Aceguá el 24 de septiembre de 1904, que implicó una rendición; los sublevados obtuvieron solamente una amnistía general y la vaga promesa de una reforma constitucional, que recién se lograría en 1918. El resto de la tropa revolucionaria entregó las armas el 9 de octubre en Nico Pérez, y a cambio recibió una pequeña retribución. 
La Revolución de 1904 fue la última patriada al estilo del siglo XIX, y movilizó a un número elevadísimo de combatientes de todas las clases sociales, en un país que no superaba el millón de habitantes. Expresó, por un lado, el deseo gubernamental de recuperar la unidad política del Uruguay; y, por otro, como en 1897, manifestó la aspiración de los blancos de gozar de garantías electorales –representación de minorías, voto secreto– y transparencia administrativa. 
La última gran guerra civil uruguaya marcó el ocaso de una cultura de raíz rural, ganadera e independiente. Tras la paz se inició el poderoso ciclo del Batllismo, que signó la historia del Uruguay durante al menos cinco décadas.

Hagamos votos porque este dolor sea para nosotros una gran lección; porque no dirimamos ya nuestras cuestiones en los campos de batalla, porque las dirimamos siempre alrededor de las urnas (…). Acompañadme a dar una viva a los soldados de las instituciones… a dar un ¡hurra! Tan doloroso como entusiasta por los que han caído en su defensa… y a explorar la suerte de los que luchando por lo que ellos creían en un ideal patriótico… han caído también, extraviados en el no siempre claro camino del deber.
José Batlle y Ordóñez, octubre de 1904.